# Foton Toano
Foton Toano (Фотон Тоано) — китайський мікроавтобус дизайн якого розроблений в стилі Mercedes-Benz Sprinter. Він оснащений турбодизелем 2.8 ISF Cummins CRDI, який розвиває потужність 160 кінських сил і 360 Нм крутного моменту, що відповідає вимогам Євро-4.

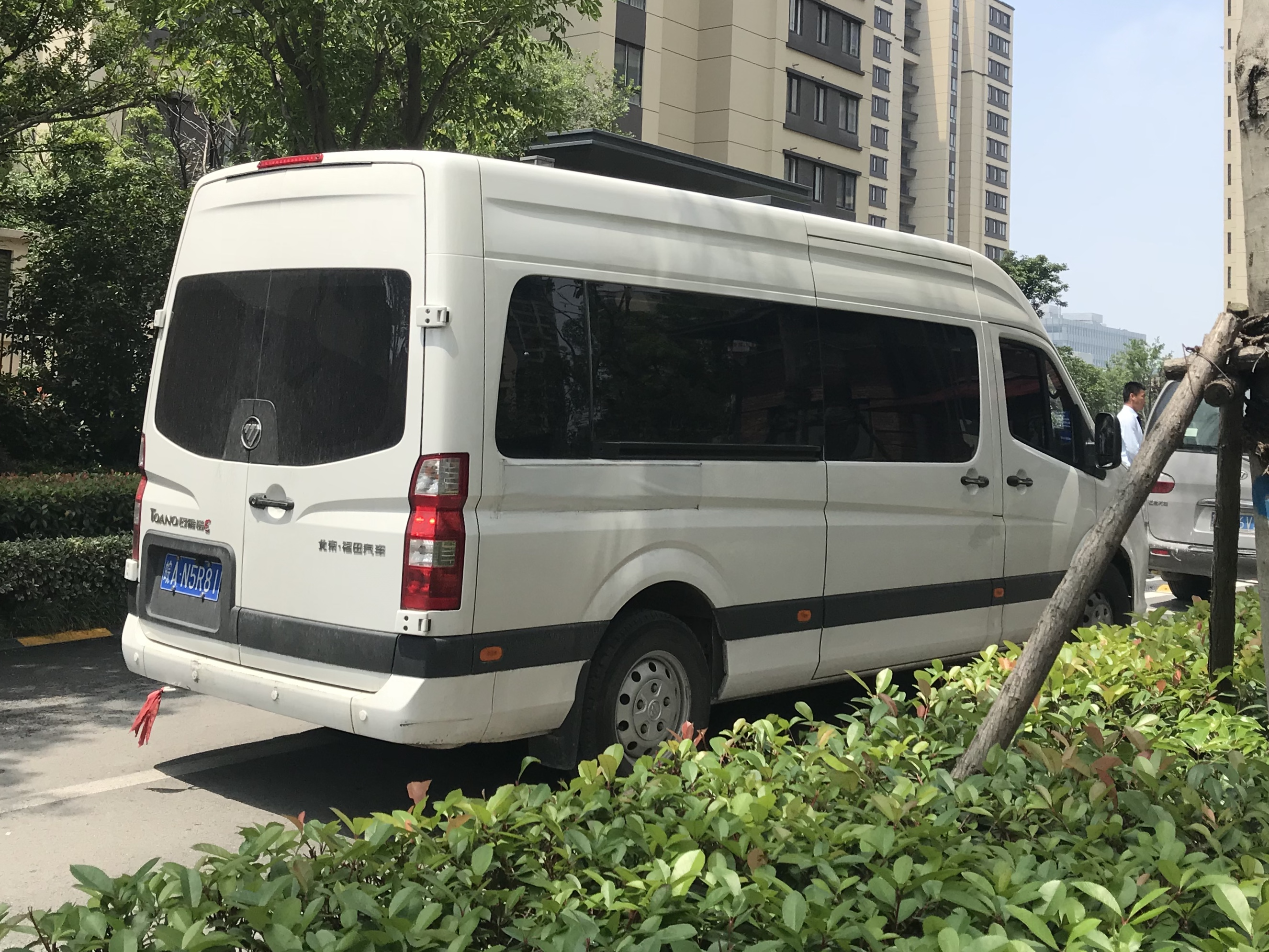

Автомобіль пропонується з кузовами довжиною от 4,9 до 6,0 м, високою стелею, довгою колісною базою та може вмістити до 15 пасажирів. Автомобіль має 6-ст МКПП, задній привод та оснащений різноманітним обладнанням, такими як подушки безпеки, система Bosch ABS+EBD тощо.

## Двигуни
- 2.8L Cummins ISF I4 diesel 160 к.с. 360 Нм